# El Potrero (Coclé)
El Potrero ist ein Corregimiento des Bezirks La Pintada in der Provinz Coclé in Panama. Bei der Volkszählung im Jahr 2023 hatte es 3450 Einwohner. Das Corregimiento erstreckt sich über eine Fläche von 74,9 km².

## Bevölkerung
Die folgende Tabelle zeigt die Bevölkerung des Corregimientos El Potrero, wie es in den Volkszählungen 2000, 2010 und 2023 erfasst wurde.
| Jahr         | 2000 | 2010 | 2023 |
| ------------ | ---- | ---- | ---- |
| Einwohner    | 2815 | 3165 | 3450 |
| davon Männer | 1505 | 1643 | 1790 |
| davon Frauen | 1310 | 1522 | 1660 |

## Orte
Im Corregimiento El Potrero befinden sich folgende Orte:
- Agua Buena
- Alto de Las Cuestas
- Alto del Chirú
- Bermeja Abajo
- Bermeja Arriba
- Boca de Las Tablas
- Cerro Agú
- Cerro Colorado
- El Duende
- El Espino
- El Hueco
- El Mague
- El Potrero
- La Isleta del Potrero
- La Loma
- La Madera
- La Palma
- Las Cuestas
- Las Tablas
- Loma Colorada
- Loma Larga
- Molejonar o Punta Fresca
- Piedra Amarilla
- Piedras Blancas
- Potrellano
- Toro Bravo